# Jean Kent
Jean Kent, född Joan Mildred Field 29 juni 1921 i Brixton, London, död 30 november 2013 i Bury St Edmunds, Suffolk, var en brittisk skådespelerska.

## Rollista i urval
- 1945 – Gentleman på galejan
- 1948 – Sovvagn till Venedig
- 1949 – Hertiginnan dansar
- 1950 – Kvinnan i fråga
- 1951 – Skuggan av en man
- 1957 – Prinsen och balettflickan
- 1958 – Ett moln på min himmel
- 1959 – Den blinda gudinnan
- 1959 – I intimaste laget
- 1970 – Steptoe and Son (TV-serie) (1 avsnitt)
- 1971 – Familjen Ashton (TV-serie) (1 avsnitt)
- 1976 – De sista äventyrarna
- 1991 – Lovejoy (TV-serie) (1 avsnitt)